# Ciudad Evita
Ciudad Evita is een plaats in het Argentijnse bestuurlijke gebied La Matanza in de provincie Buenos Aires. De plaats telt 68.650 inwoners.